# Iasnozirea, Vinkivți
Iasnozirea (în ucraineană Яснозір'я) este localitatea de reședință a comunei Iasnozirea din raionul Vinkivți, regiunea Hmelnîțkîi, Ucraina.

## Demografie
Componența lingvistică a localității Iasnozirea
     Ucraineană (99,67%)
     Alte limbi (0,33%)
Conform recensământului din 2001, majoritatea populației localității Iasnozirea era vorbitoare de ucraineană (99,67%), existând în minoritate și vorbitori de alte limbi.